# Nachal Rivja
Nachal Rivja (hebrejsky: נחל רביה) je vádí v severní části Negevské pouště, respektive v pobřežní nížině, v jižním Izraeli, poblíž pásma Gazy.
Začíná v nadmořské výšce necelých 100 metrů severovýchodně od vesnice Erez. Směřuje pak k jihozápadu mírně zvlněnou a zemědělsky využívanou krajinou. Nedaleko od vesnice Erez, poblíž dálnice 34, zprava ústí do toku Nachal Šikma.